# Хила Бенд (Аризона)
Хила Бенд (енгл. Gila Bend) град је у америчкој савезној држави Аризона. По попису становништва из 2010. у њему је живело 1.922 становника.

## Демографија
Према попису становништва из 2010. у граду је живело 1.922 становника, што је 58 (2,9%) становника мање него 2000. године.
| Група             | 2000.         | 2010.         |
| Белци             | 687 (34,7%)   | 504 (26,2%)   |
| Афроамериканци    | 26 (1,3%)     | 32 (1,7%)     |
| Азијати           | 7 (0,4%)      | 11 (0,6%)     |
| Хиспаноамериканци | 1.042 (52,6%) | 1.257 (65,4%) |
| Укупно            | 1.980         | 1.922         |